# Opius alekhinoensis
Opius alekhinoensis är en stekelart som beskrevs av Fischer 1999. Opius alekhinoensis ingår i släktet Opius och familjen bracksteklar. Inga underarter finns listade i Catalogue of Life.